# Galenidae
De Galenidae is een familie uit de infraorde krabben (Brachyura). 

## Beschrijving
Deze familie bevat een aantal nogal "atypische" Pilumnoidea die van oudsher ingedeeld waren in de Goneplacidae en Xanthidae sensu stricto. Alle zijn relatief onbehaard terwijl de meeste Pilumnoidea over het algemeen juist sterk behaard zijn. Externe kenmerken, en vooral die van de carapax, kunnen echter uiterst misleidend zijn en staan niet altijd in verhouding tot de fylogenetische geschiedenis van een taxon.

## Systematiek
De Galenidae worden in vier onderfamilies onderverdeeld: 
- Denthoxanthinae Števčić, 2005
- Galeninae Alcock, 1898
- Halimedinae Alcock, 1898
- Parapanopinae Števčić, 2005